# Polski Związek Podnoszenia Ciężarów
Polski Związek Podnoszenia Ciężarów (PZPC) – organizacja zrzeszająca zawodników, trenerów i działaczy polskiego podnoszenia ciężarów, powstała w 1927 roku z połączenia Polskiego Związku Ciężkiej Atletyki i Polskiego Związku Towarzystw Atletycznych jako Polski Związek Atletyczny. W latach 1950–57 działał jako Sekcja Atletyki GKKF, w 1964 roku jako Polski Związek Podnoszenia Ciężarów i Kulturystyki. Pod obecną nazwą jest od 1964 roku z siedzibą w Warszawie.
Prezesem związku jest Zdzisław Żołopa.
Polski Związek Podnoszenia Ciężarów od 1926 roku jest członkiem Międzynarodowej Federacji Podnoszenia Ciężarów (IWF), a od 1969 roku Europejskiej Federacji Podnoszenia Ciężarów (EWF).
PZPC był siedmiokrotnie organizatorem mistrzostw Europy: dwukrotnie (1957, 1985) w Katowicach i trzykrotnie (1959, 1969, 1995) w Warszawie oraz dwukrotnie (1991 i 2006) we Władysławowie.